# TyTy Washington
Tyrone Lewis "TyTy" Washington Jr.  (Phoenix, Arizona; 15 de noviembre de 2001) es un jugador de baloncesto estadounidense que pertenece a la plantilla de los Phoenix Suns de la NBA, con un contrato dual que le permite jugar también en su filial de la G League, los Valley Suns. Mide 1,91 metros y juega en la posición de base. 

## Trayectoria deportiva

### Instituto
Washington jugó al baloncesto en la escuela secundaria Cesar Chavez en Phoenix, Arizona. En segundo año promedió 23,2 puntos, 4,1 asistencias, 4,4 rebotes y 3,3 robos por partido. Fue transferido al AZ Compass Prep School en Chandler, Arizona durante su tercer año. En su último año, promedió 24 puntos, siete asistencias y seis rebotes por partido, lo que llevó a su equipo a un récord de 30-2. Fue incluido en la lista de jugadores del Jordan Brand Classic.

### Universidad
Jugó una temporada con los Wildcats de la Universidad de Kentucky, en la que promedió 12,5 puntos, 3,5 rebotes, 3,9 asistencias y 1,3 robos de balón por partido. Fue incluido en el segundo mejor quinteto de la Southeastern Conference y en el mejor quinteto de novatos de la conferencia.
El 6 de abril de 2022 se declaró elegible para el draft de la NBA de 2022, renunciando a su elegibilidad universitaria restante.

#### Estadísticas
| Año     | Equipo   | PJ | PT | MPP  | %TC  | %3P  | %TL  | RPP | APP | ROB | TPP | PPP  |
| ------- | -------- | -- | -- | ---- | ---- | ---- | ---- | --- | --- | --- | --- | ---- |
| 2021–22 | Kentucky | 31 | 29 | 29.2 | .451 | .350 | .750 | 3.5 | 3.9 | 1.3 | .2  | 12.5 |

### Profesional
Fue elegido en la vigésimo novena posición del Draft de la NBA de 2022 por los Memphis Grizzlies, pero fue traspasado poco después junto con dos futuras elecciones del draft a Minnesota Timberwolves, a cambio de Wendell Moore, y finalmente traspasado a Houston Rockets.
El 1 de julio es traspasado, junto a Usman Garuba, a Atlanta Hawks. Pero, una semana más tarde, ambos son de nuevo traspasados, junto a Rudy Gay, a Oklahoma City Thunder, a cambio de Patty Mills. Pero el 18 de agosto es cortado por los Thunder. El 29 de agosto, Washington firmó un contrato dual con los Milwaukee Bucks.
Tras una temporada en Milwaukee, el 2 de agosto de 2024, firma un contrato dual con Phoenix Suns.

## Estadísticas de su carrera en la NBA

### Temporada regular
| Año     | Equipo    | PJ | PT | MPP  | %TC  | %3P  | %TL  | RPP | APP | ROB | TPP | PPP |
| ------- | --------- | -- | -- | ---- | ---- | ---- | ---- | --- | --- | --- | --- | --- |
| 2022-23 | Houston   | 31 | 2  | 14.0 | .363 | .238 | .556 | 1.5 | 1.5 | .5  | .1  | 4.7 |
| 2023-24 | Milwaukee | 11 | 0  | 5.1  | .300 | .333 | –    | .5  | .5  | .3  | .0  | 1.3 |
| 2024-25 | Phoenix   | 16 | 0  | 7.4  | .311 | .190 | .500 | .8  | 1.0 | .2  | .0  | 2.2 |
| Total   | Total     | 58 | 2  | 10.5 | .347 | .234 | .542 | 1.1 | 1.2 | .4  | .0  | 3.3 |